# غزنرة غديدية
غزنرة غديدية (الاسم العلمي:Gesneria glandulosa) هي نوع من النباتات تتبع جنس الغزنرة من الفصيلة الغزنرية.